# Zenitne kiše
Zenitne kiše su kiše koje se zbivaju otprilike u vrijeme kada je Sunce gotovo iznad glave. Uzrokuje ih površinski zrak koji se izdiže kao rezultat zagrijavanja Sunca, koji se na većoj visini hladi te se kondenzira. Obično nastaju naglo, obilne su i kratkotrajne. Takve kiše obično padaju u tropskim i suptropskim područjima.
Unutar nekoliko stupnjeva od ekvatora mogu se godišnje dogoditi dva takva razdoblja obilnih kiša, ekvinocijske kiše. Dalje od ekvatora, razdoblja se stapaju u jednu godišnju ljetnu kišnu sezonu.
U blizini ekvatora, neke regije, poput zapadnog Amazonskog bazena i Zairskog bazena, imaju dvije vlažne sezone, koje se događaju neposredno nakon svake ravnodnevnice, te je jasno da su takve kiše zenitne kiše. Za razliku od tih regija, monsunske regije imaju samo jednu vlažnu sezonu godišnje te ne mogu imati zenitne kiše.